# Liste der Orte im Kreis Sălaj

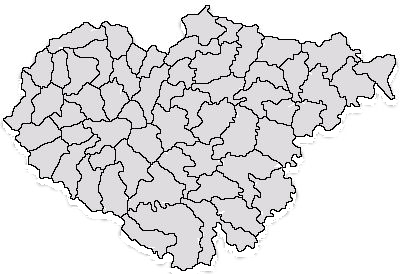
Gemeinden des Kreises Sălaj

Der Kreis Sălaj in Rumänien besteht aus offiziell 290 Ortschaften. Davon haben 4 den Status einer Stadt, 57 den einer Gemeinde. Die übrigen sind administrativ den Städten und Gemeinden zugeordnet.

## Städte
| - Cehu Silvaniei - Jibou | - Șimleu Silvaniei | - Zalău |

## Gemeinden
| - Agrij - Almașu - Băbeni - Bălan - Bănișor - Benesat - Bobota - Bocșa - Boghiș - Buciumi - Camăr - Carastelec - Chieșd - Cizer - Coșeiu - Crasna - Creaca - Crișeni - Cristolț | - Cuzăplac - Dobrin - Dragu - Fildu de Jos - Gâlgău - Gârbou - Halmășd - Hereclean - Hida - Horoatu Crasnei - Ileanda - Ip - Letca - Lozna - Măeriște - Marca - Meseșenii de Jos - Mirșid - Năpradea | - Nușfalău - Pericei - Plopiș - Poiana Blenchii - Românași - Rus - Sâg - Sălățig - Șamșud - Sânmihaiu Almașului - Sărmășag - Șimișna - Someș-Odorhei - Surduc - Treznea - Valcău de Jos - Vârșolț - Zalha - Zimbor |

## A
| - Adalin - Aghireș | - Aleuș - Aluniș | - Archid |

## B
| - Băbiu - Bădăcin - Badon - Baica - Ban - Bârsa - Bârsău Mare - Bârsăuța - Bercea | - Bezded - Bic - Bilghez - Biușa - Bizușa-Băi - Bocșița - Bodia - Bogdana - Borla | - Borza - Bozieș - Bozna - Brâglez - Brebi - Brusturi - Bulgari - Buzaș |

## C
| - Călacea - Câmpia - Căpâlna - Ceaca - Cehei - Cerișa - Cernuc - Chechiș - Chendrea - Chendremal - Cheud | - Chichișa - Chilioara - Chizeni - Ciglean - Ciocmani - Ciula - Ciumărna - Ciureni - Cizer - Cliț - Colonia Sighetu Silvaniei | - Cormeniș - Cosniciu de Jos - Cosniciu de Sus - Cozla - Criștelec - Cristolțel - Cristur-Crișeni - Cubleșu - Cuceu - Cuciulat - Cutiș |

## D
| - Dăbiceni - Deja - Deleni - Derșida - Dioșod | - Doba - Dobrocina - Doh - Dolheni | - Dolu - Domnin - Drighiu - Dumuslău |

## F
| - Fabrica - Făgetu - Fălcușa - Fântânele-Rus - Fântânele | - Fetindia - Fildu de Mijloc - Fildu de Sus - Firminiș | - Fizeș - Fodora - Frâncenii de Piatră - Fufez |

## G
| - Gălășeni - Gâlgău Almașului - Gălpâia | - Gârceiu - Giurtelecu Șimleului - Glod | - Gostila - Gura Vlădesei - Guruslău |

## H
| - Hășmaș - Horoatu Cehului | - Hurez - Huseni | - Husia - Huta |

## I
| - Iaz | - Ilișua | - Inău |

## J
| - Jac | - Jebucu |

## L
| - Lazuri - Lemniu | - Leșmir - Lompirt | - Luminișu - Lupoaia |

## M
| - Măgura - Mal - Mălădia - Măleni - Marca-Huta | - Marin - Meseșenii de Sus - Mesteacănu - Mierța - Miluani | - Mineu - Moiad - Moigrad-Porolissum - Motiș - Muncel |

## N
| - Nadiș - Naimon | - Negreni | - Noțig |

## O
| - Ortelec |

## P
| - Pădureni - Păduriș - Panic - Păușa - Peceiu - Periceiu Mic - Perii Vadului - Petrindu - Petrinzel | - Piroșa - Plesca - Poarta Sălajului - Podișu - Poiana Măgura - Poiana Onții - Poienița - Popeni | - Popteleac - Porț - Preluci - Preoteasa - Pria - Prodănești - Purcăreț - Pusta |

## R
| - Racâș - Răstoci - Răstolț - Răstolțu Deșert | - Ratin - Ratovei - Recea - Recea Mică | - Rogna - Romita - Rona - Ruginoasa |

## S
| - Sălăjeni - Sâncraiu Almașului - Sâncraiu Silvaniei - Sângeorgiu de Meseș - Sânpetru Almașului - Sântă Măria - Sârbi - Șasa - Șeredeiu | - Sfăraș - Sici - Sighetu Silvaniei - Șoimuș - Șoimușeni - Solomon - Solona - Someș-Guruslău | - Stana - Stâna - Stârciu - Stoboru - Stupini - Sub Cetate - Șumal - Sutoru |

## T
| - Tămașa - Țărmure - Țăudu - Teștioara | - Tetișu - Tihău - Toplița - Traniș | - Trestia - Turbuța - Tusa |

## U
| - Ugruțiu | - Uileacu Șimleului | - Ulciug |

## V
| - Vădurele - Valcău de Sus - Valea Ciurenilor - Valea Hranei - Valea Leșului | - Valea Loznei - Valea Lungă - Valea Pomilor - Văleni - Vălișoara | - Var - Vârteșca - Verveghiu - Viile Jacului - Voivodeni |

## Z
| - Zalnoc | - Zăuan | - Zăuan-Băi |